# Platambus maya
Platambus maya är en skalbaggsart som först beskrevs av Larson in Larson, Alarie och Roughley 2000.  Platambus maya ingår i släktet Platambus och familjen dykare. Inga underarter finns listade i Catalogue of Life.